# Паранормальное явление

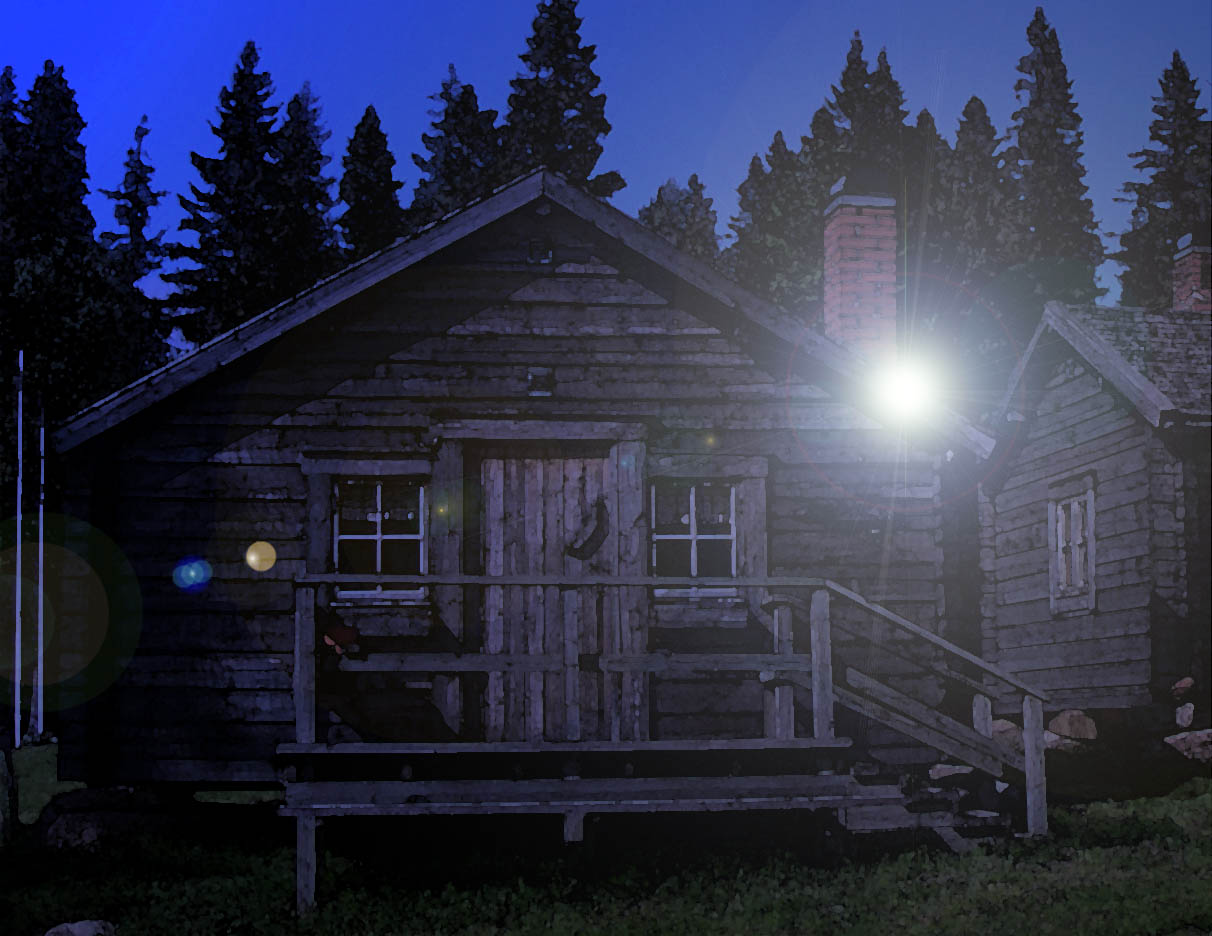
Рисунок fegljus, в скандинавских повериях необъяснимого источника света, предзнаменующего неминуемую смерть

Паранорма́льное явле́ние (от др.-греч. παρα- «возле, около» и нормальный), анома́льное явле́ние — термин из популярной культуры, современной мифологии, псевдонауки и других ненаучных сфер культуры — явление, выходящее за рамки научного понимания. Паранормальными называются явления или способности, в которые, по мнению сторонников их существования, вовлечены силы и факторы, не поддающиеся научному объяснению. Также сторонниками их существования утверждается, что многие паранормальные явления могут воспринимать только люди, обладающие сверхъестественными способностями.
К числу популярных тем, охватываемых понятием паранормального, принадлежат парапсихология (постулирующая существование экстрасенсорного восприятия, включая телепатию, и других паранормальных явлений), спиритизм, полтергейст, охота за привидениями, криптозоология и уфология.
Предположения относительно паранормальных явлений отличаются от научных гипотез или предположений, экстраполированных на основе научных данных, поскольку научные идеи основаны на эмпирических наблюдениях и экспериментальных данных, полученных с помощью научного метода. Сторонники существования паранормальных явлений, как правило, основывают свои аргументы не на эмпирических данных, а на анекдотических свидетельствах, показаниях очевидцев и догадках. Наука объясняет представления о паранормальных явлениях как результат неверной интерпретации, неверного понимания или наблюдения аномальных вариаций реальных природных явлений. События могут восприниматься в качестве паранормальных вследствие незнания или магического мышления. Паранормальное объяснение какого-либо явления имеет смысл лишь при условии игнорирования законов физики.

## Термин
Термин паранормальное (англ. paranormal) существует в английском языке по крайней мере с 1920 года.

## Предыстория

Чарльз Форт в последние годы жизни с изобретёнными им «супершашками»

У истоков сбора информации о предполагаемых НЛО и других аномальных явлениях стоит американский публицист Чарльз Форт. Получив в 1916 году наследство, он полностью посвятил себя сплошному просмотру периодических изданий США и Великобритании в поисках историй о предметах и животных, якобы, падавших с неба, спонтанных случаях самовозгорания человека, экстрасенсорных способностях и т. д. В 1919 году Форт напечатал первый из четырёх своих сборников сенсационных материалов, не соответствующих научной картине мира, — «Книгу проклятых». В этой книге Форт характеризовал себя как «истинного скептика» и «антидогматика». Далее Форт выпустил ещё три книги аналогичного содержания: «Новые земли» (1923), «Вот!» (1931) и «Дикие таланты» (1932). В этих книгах постулируется существование так называемого «Супер-Саргассова моря», откуда на Землю выпадают вещи и живые существа. Разумные обитатели надземного пространства, по мнению Форта, связаны с тайными обществами внизу, вероятно, при помощи телепатии и телепортации (этот термин впервые был предложен именно Чарльзом Фортом).
В 1915 году Форт направил письмо Теодору Драйзеру, где сообщал об открытии «фактора X», которому посвятил одноимённую книгу (Х). Форт рассматривал идею, что всеми событиями, происходящими на Земле, управляют марсиане посредством таинственных лучей, так что человечество является своего рода «фотографической плёнкой», на которой «проявляется» внешнее воздействие, человечество с его мыслительной деятельностью — эманация космического разума. Книга Форта «Новые земли» (1923) посвящена разнообразным небесным феноменам, а также истории фатальных просчётов астрономов. Вся вторая половина книги описывала таинственные огни или фигуры, наблюдаемые как на земных небесах, так и на поверхности Луны. Здесь были описаны десятки странных сигарообразных или каплевидных или шарообразных светящихся объектов, а также якобы принятые Лоуэллом и Теслой радиосигналы с Марса, и т. п. Предвосхитил Форт и позднейшую мифологию аномальных зон, предложив идею «Лондонского треугольника», где чаще всего наблюдаются всяческие необъяснимые феномены. В 1925 году Форт опубликовал в нескольких газетах Филадельфии, Нью-Йорка и Лондона сообщения, в которых предположил, что светящиеся огни в небесах и таинственные падения предметов могут быть следами пришельцев из других миров. В письме в лондонской «Таймс» от 5 сентября 1926 года он заявил, что если Марс обитаем, то отсутствие явного желания марсиан приземлиться в Центральном парке объясняется тем, что они веками поддерживали «оккультную связь» с землянами, если не сказать большего, и предсказывал новую волну наблюдений во время очередного великого противостояния. Книга «Дикие таланты» (1932) включала сведения о полтергейсте, «огнях в небесах», самовозгораниях человека, вампирах и др.
Форт не стремился подвергать собранные им сведения критике и не занимался анализом источников этих сообщений. Собираемые факты использовались для критики науки и любых теоретических построений вообще. Форт именовал дисциплину, которой занимался, интермедиатизмом — трактуя её как «пограничную зону между фактом и фантазией». Он являлся противником науки как таковой; для Чарльза Форта были «одинаково хороши любые теории и любые объяснения». Базовые идеи Форта включали следующие: необъяснённые явления случаются каждодневно, но игнорируются учёными, поскольку не вписываются в теории; в основе мира лежит всеединство, не могущее быть рационально познанным; изучение необъяснённых явлений позволяет постигнуть единство в кажущемся хаосе. Форт заявлял, что религия утверждает веру в высшее существо, а наука — в высшее обобщение, но функционально они едины, так как «подавляют магию». Под последней Форт понимал необычайные человеческие способности к ясновидению, медиумов, стигматы и т. п. Форт считал, что теологическая догматика и научная методология равно не способны объяснить мир «таким, какой он есть».

## Развитие представлений
В 1931 году актёр и мистик Тиффани Тэйр создал «Фортовское общество», просуществовавшее до 1959 года. Общество занималось пропагандой и переизданиями сочинений Форта, выпускало журнал «Fortean Society Magazine» (в 1944 году переименованный в «Doubt»). Архив Форта включал более 30 коробок с выписками из разных источников, которые поступили в распоряжение Общества. В 1961 году Фортовское общество было возрождено под названием International Fortean Organization Винсентом Гэддисом (создателем концепции «Бермудского треугольника») и Полом Уиллисом; после 1973 года общество выпускает издание «The Fortean Times», публикующее сюжеты об НЛО, физических аномалиях, криптозоологии, и т. д. Последователи Форта провозгласили его «предтечей современного уфологического движения». Существует несколько других обществ, разрабатывающих фортовскую тематику.
«Фортовские феномены», то есть тематика его интересов и выпады против «официальной науки», повторялись в книгах Чарльза Берлица, Айвена Сандерсона и Эриха фон Дэникена, а также многих других писателей. Прямо труды Форта пропагандировали и ссылались на них Луи Повэль и Жак Бержье («Утро магов»).

## Тематика

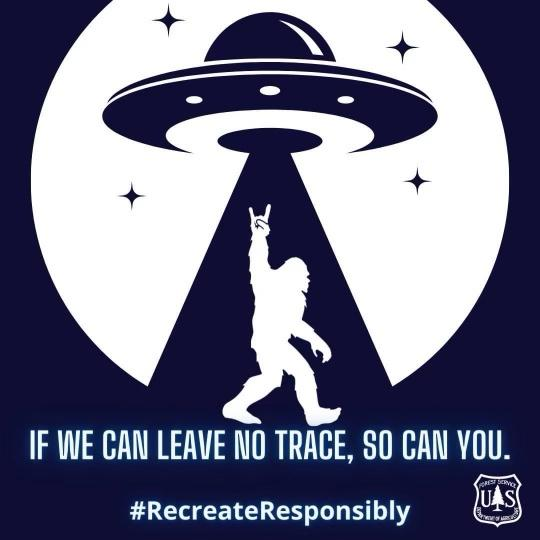
«Если мы можем не оставлять следов, то и вы тоже можете», Лесная служба США

О классификации паранормальных явлений писал психолог Теренс Хайнс в книге «Псевдонаука и паранормальные явления» (2003). По его мнению, концепции, связанные с паранормальным явлениями, лучше всего рассматривать как часть псевдонауки. От других псевдонаук эти концепции отличает объяснительная часть. Они полагаются на объяснения предполагаемых явлений, которые выходят далеко за рамки науки. Так, к паранормальным явлениям относятся экстрасенсорное восприятие, телекинез, привидения, полтергейст, загробная жизнь, реинкарнация, исцеление верой, аура человека и др. Объяснения этих сходных предполагаемых феноменов сформулированы в расплывчатых терминах «психических сил», «энергетических полей человека» и т. д., что контрастирует со многими псевдонаучными объяснениями других явлений, которые, хотя и не являются научными, но всё же сформулированы в приемлемых научных терминах.

### Парапсихология
Парапсихология представляет собой комплекс псевдонаучных дисциплин, направленный на обнаружение сверхъестественных психических способностей людей, животных и растений, феноменов жизни после смерти и подобных явлений с использованием, как утверждается сторонниками этого направления, «научной методологии».

В ранних парапсихологических исследованиях в целях экспериментального подтверждения возможности телепатической связи использовались карты Зенера

К парапсихологии также относятся исследования, связанные с другими областями психологии: трансперсональную психологию, постулирующую трансцендентальные аспекты человеческого разума, а также аномальную психологию, исследующую не поддающиеся объяснению верования и субъективные аномальные события в традиционных психологических условиях.
Большинство учёных считают парапсихологию псевдонаукой, поскольку за более чем столетие исследований в рамках этой дисциплины не представлено ни одного приемлемого доказательства существования заявляемых «парапсихических» способностей.

### Охота за привидениями
Охота за привидениями — псевдонаучная практика, включающая в себя изучение различных мест, где, по сообщениям, могут обитать привидения. Как правило, исследователи пытаются собрать доказательства паранормальной активности. В своей деятельности «охотники» нередко используют различные технические устройства: измерители электромагнитного поля, термометры, статические и переносные видеокамеры, тепловизоры, приборы ночного видения, диктофоны, магнитометры, счётчики Гейгера, металлодетекторы и так далее.

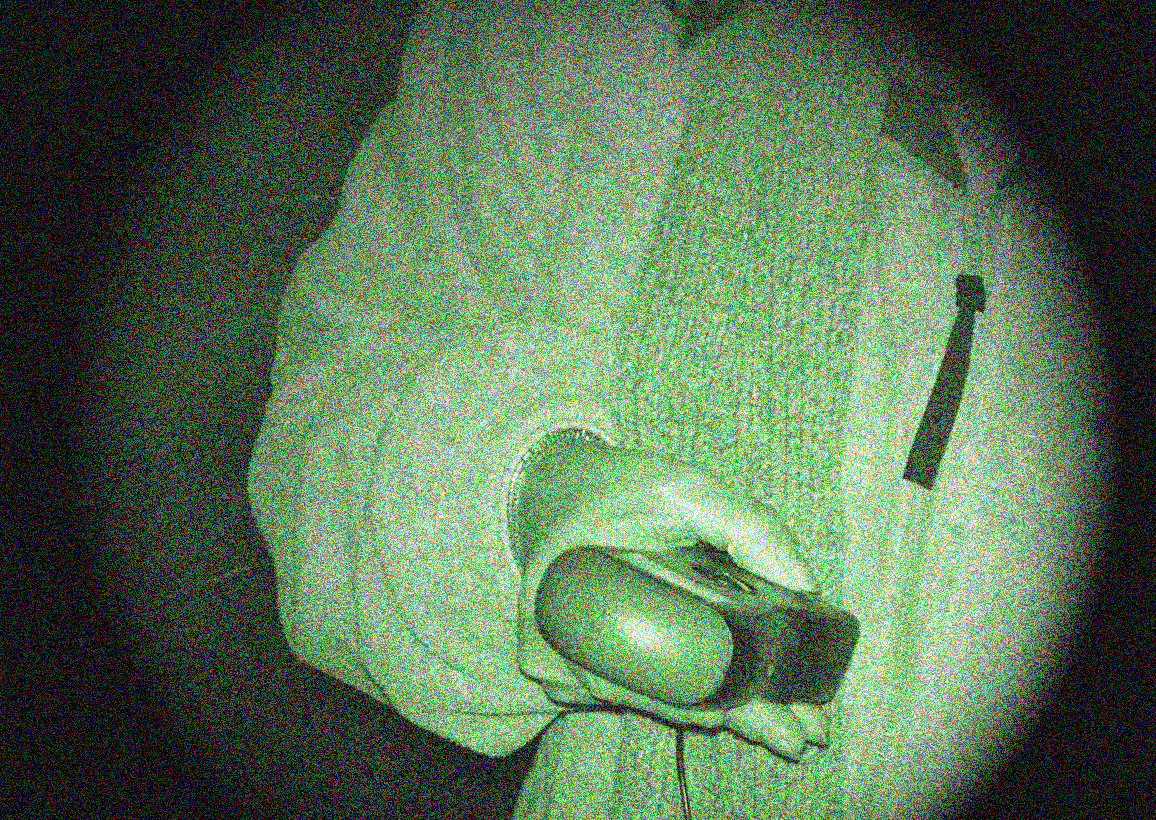
Измерение электромагнитного поля «охотником за привидениями»

Охота за привидениями не является широко распространённым занятием, но массовая культура в виде фильмов, телепередач и Интернета оказала определённое влияние на рост популярности данного рода занятий, в связи с чем даже появились организации, торгующие всевозможным «специализированным» оборудованием для отслеживания призраков.
Некоторые из «охотников за привидениями» называют себя «исследователями паранормальных явлений» и утверждают, что используют научные методы в своей работе; научное сообщество, тем не менее, не признаёт существование привидений и рассматривает данную практику как лженауку. При этом одни учёные-скептики в принципе отвергают саму возможность существования паранормальных явлений, тогда как некоторые другие, допускающие их реальность, направляют свою критику в адрес именно современных методов охоты за привидениями, которые, по их мнению, не имеют ничего общего с подлинной наукой, а более напоминают некий «техномистицизм», поэтому привидения, даже если они существуют, с их помощью обнаружены быть не могут.

### Уфология

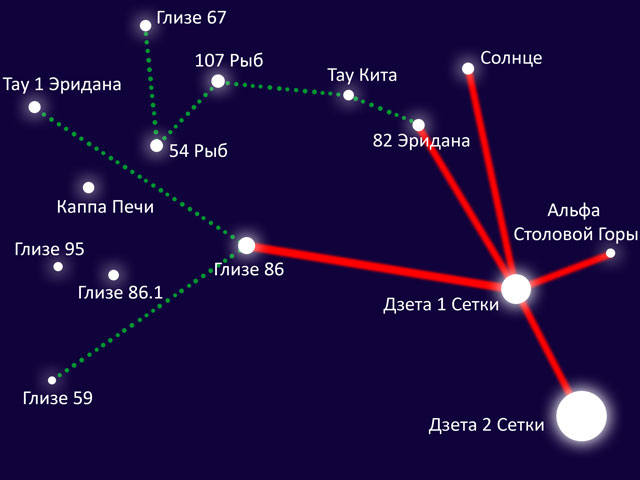
«Звёздная карта», показанная Бетти Хилл, по её утверждениям, инопланетянами, и соотнесённая с конкретными звёздами астрономом-любителем Марджери Фиш

Уфология (англ. ufology, от UFO, unidentified flying object — НЛО, неопознанный летающий объект) — псевдонаука или квазинаука, предметами интереса которой является феномен НЛО и связанные с ним идеи и понятия («контактёрство» — контакты с энлонавтами и похищения последними, мысленное общение с инопланетянами, палеоконтакты, круги на полях, квакеры и др.). Основной гипотезой, предлагаемой уфологией, является гипотеза внеземного происхождения НЛО.
Возникла в 1950-е годы во многих странах на волне общественного интереса к НЛО. Диапазон специалистов, интересующихся необычными явлениями, связанными с НЛО, весьма широк, а характер этого интереса неоднороден, от строгого научного исследования до параноидальных идей и шарлатанства. Уфология включает описание, анализ и попытки интерпретации явлений, рассматриваемых уфологами как имеющие отношение к их сфере исследования.
Несмотря на некоторые исследования НЛО, спонсируемые правительствами и частными организациями, уфология не рассматривается научным сообществом как область научного знания. Обычно уфология считается псевдонаукой научными скептиками, характеризуется как частичная или полная псевдонаука учёными. Некоторые исследователи определили социальные факторы, которые способствуют статусу уфологии как псевдонауки.

### Криптозоология

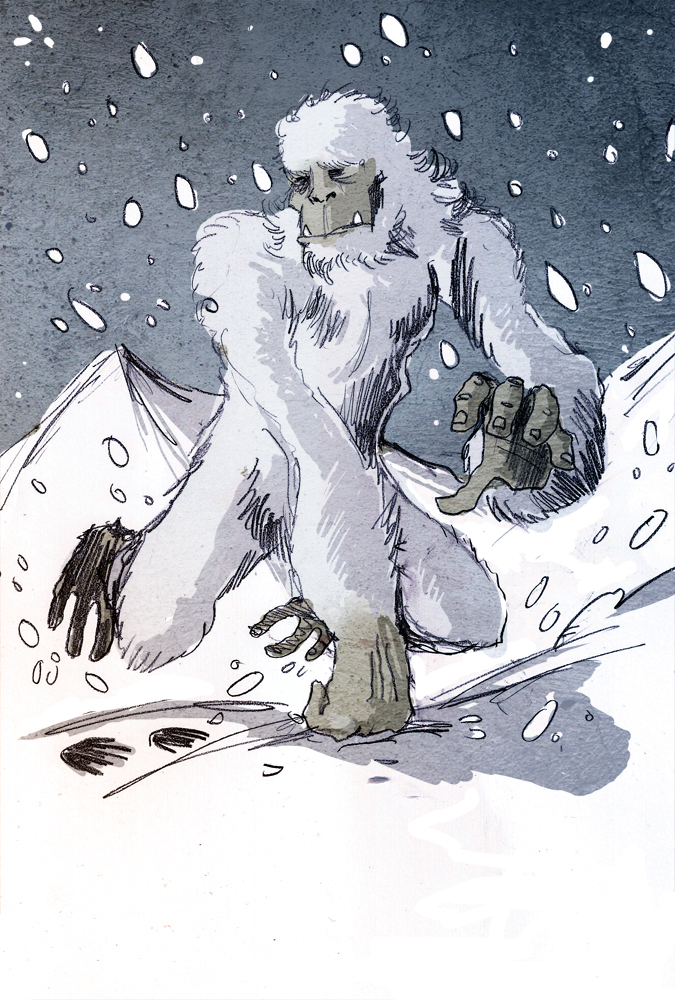
Художественное изображение йети, пародирующее его «неуловимость» (Филипп Семериа)

Криптозоология («изучение скрытых животных», от др.-греч. κρυπτός — «тайный, скрытый» и зоология) — субкультура и псевдонаука, предметом которой является целенаправленный поиск и доказательство реальности существ, неизвестных науке, о которых рассказывается в различного рода легендах, мифах или со слов некоторых «очевидцев» (чупакабра, снежный человек, драконы и т. п.); а также животных, существование которых считается невозможным в данной географической местности по причине того, что она находится на значительном расстоянии от их естественного ареала (как, например, фантомные кошки или, как их иначе называют, «ABC» (акроним от Alien Big Cats) — чужеродные большие кошки, или крокодилы в Восточной Европе. Предполагаемые животные, которых исследуют криптозоологи, получили название криптиды.
Часто основой для поиска криптидов являются мифы и сказания различных народов, в которых рассказывается о странных существах, живущих где-то поблизости и, если эти создания крупные, вселяющих ужас. По мнению криптозоологов, могли сохраниться животные, считающиеся давно вымершими. Например, предполагается, что в отдалённых регионах мира могли сохраниться живые динозавры. Обычно криптозоологи ссылаются на обнаружения живых ископаемых, которые считались вымершими, например, двух видов латимерии.
Факты, подтверждающие существование криптидов, отсутствуют. Кроме того, учёными отмечается, что существование «скрытых видов» является крайне маловероятным, поскольку для поддержания численности популяции необходимо наличие такого числа особей, какое делает вид легко обнаруживаемым, а климатические условия и особенности источников пищи делают маловероятным выживание животных, обладающих описываемыми характеристиками. По этим причинам представления о криптидах учёными чаще всего рассматриваются как один из современных мифов.

### Аномальные зоны
Области на Земле, где часто наблюдаются аномальные явления, называют аномальными зонами.
Среди аномальных зон различают аномальные водоёмы в которых якобы зафиксированы аномальные явления: появление из-под воды человекоподобных или других странных существ, спуски под воду и всплытие дисков и шаров, свечение из глубин и пр.
В целях увеличения, например, посещаемости мест, информация об их паранормальности, таинственности и т. п. может создаваться или поддерживаться искусственно заинтересованными государственными или частными структурами.

### Аномальные звуковые явления в природе
В городке Таос, штат Нью-Мексико, слышно гудение, происхождение которого не имеет научного объяснения. Еще большую загадочность феномену придает тот факт, что слышать его могут только 2 % населения города. Они описывают шум как звук работающего двигателя на холостом ходу, жалуются на головные боли, тошноту, головокружение, носовое кровотечение и нарушения сна, вызванные непонятным гулом. Поставленные в уши беруши не сбавляют громкость паранормального явления, получившего название The Taos Hum («Таосский гул»).

## Научные объяснения

### Научный скептицизм

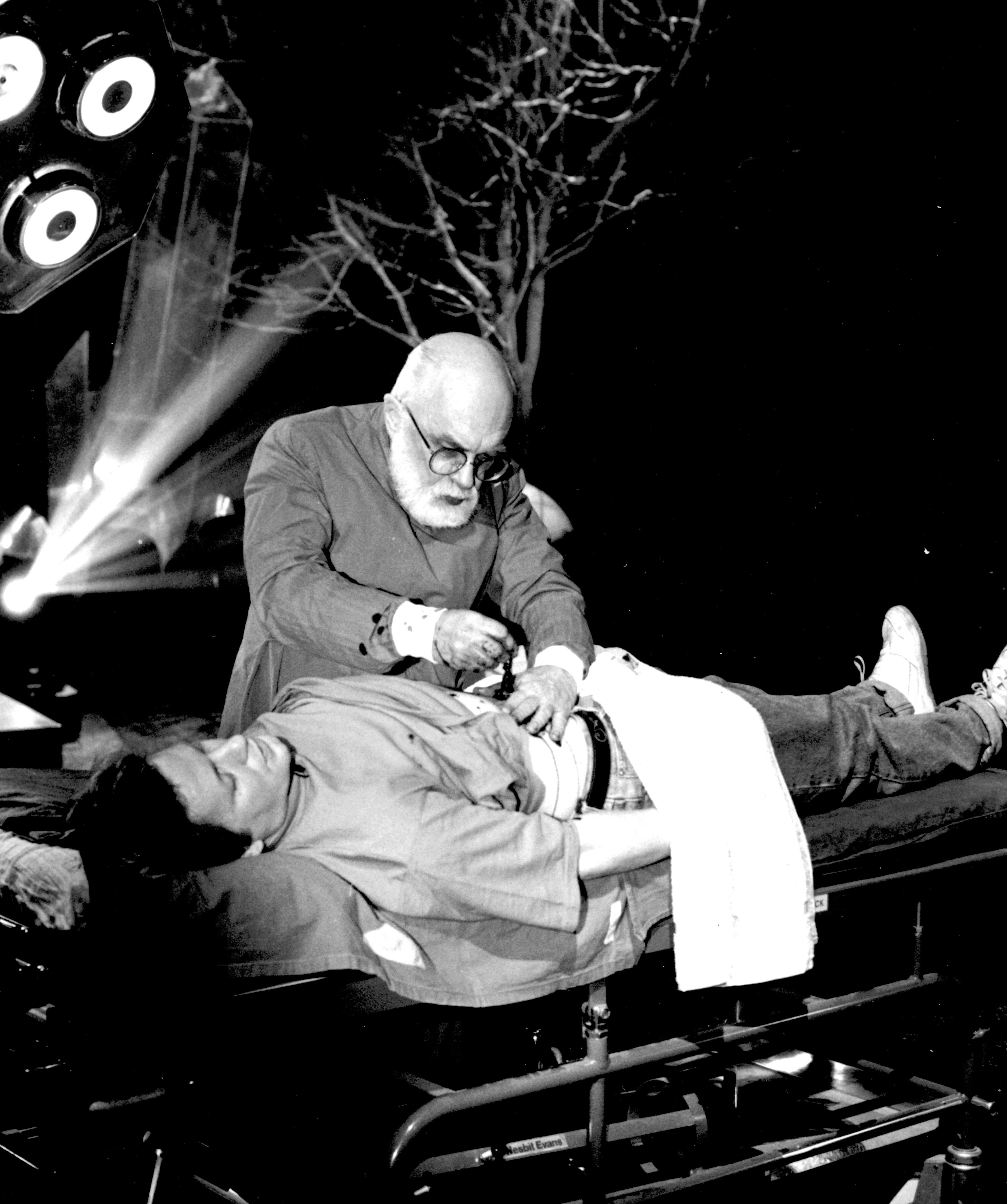
Джеймс Рэнди использует ловкость рук, чтобы воспроизвести «психическую хирургию», 1991

Научный скептицизм выступает за критическое исследование заявлений о паранормальных способностях и явлениях — применение научного метода для достижения рационального, научного объяснения этих заявлений, принимая во внимание, что они могут являться мистификациями или результатом неверной интерпретации природных явлений. Одним из способов обобщения этого метода является применение бритвы Оккама, методологического принципа, согласно которому более простое решение обычно является правильным.
Популяризацию научного скептического подхода осуществляет, в частности, Комитет скептических расследований (CSI), ранее называвшийся Комитетом по научному расследованию заявлений о паранормальных явлениях (CSICOP). Эта исследовательская и просветительская организация проводит исследования, направленные на понимание сообщений о паранормальных явлениях с научной точки зрения, и публикует свои результаты в журнале «Skeptical Inquirer».
Психолог Ричард Уайзман из CSI обращает внимание на возможные альтернативные объяснения предполагаемой паранормальной активности в своей статье «Мозг с привидениями». Хотя Уайзман признает, что примерно 15 % людей верят, что они столкнулись с призраком, он сообщает, что только 1 % заявляет, что видели полноценного призрака, в то время как остальные сообщают о странных сенсорных стимулах, таких как мимолётные тени, облачка дыма, кажущиеся звуки шагов или ощущение присутствия. Уайзман утверждает, что эти странные ощущения создаются не паранормальной активностью, а активностью человеческого мозга.
Психолог Майкл Персингер предположил, что опыт, связанный с призраками, можно объяснить стимуляцией мозга слабыми магнитными полями. Шведский психолог Пер Гранквист и его команда, пытаясь воспроизвести исследование Персингера, определили, что паранормальные ощущения, испытываемые испытуемыми Персингера, были просто результатом внушения, и что стимуляция мозга магнитными полями не приводила к заявленному опыту.
Джастин Барретт из Оксфордского университета предположил, что «обнаружение умысла» — способность понять, почему люди делают то, что они делают, — настолько важна в повседневной жизни, что для нашего мозга естественно слишком усердно работать в этом направлении, принимая за человеческое или призрачное поведение повседневные бессмысленные раздражители.
Джеймс Рэнди, иллюзионист и научный скептик, считал, что самым простым объяснением заявлений о паранормальных способностях часто является обман. Так, сгибание ложки экстрасенсом Ури Геллером могут быть легко воспроизведены обученными сценическими фокусниками. Рэнди основал Образовательного фонда и One Million Dollar Paranormal Challenge, в рамках которого предлагался приз в размере один миллион долларов США любому, кто сможет продемонстрировать любые паранормальные, сверхъестественные или оккультные способности или явления в условиях, согласованных обеими сторонами. Несмотря на многочисленные заявления о сверхъестественных способностях, приз так и не был востребован.

### Нейробиология
Некоторые ученые исследовали возможные нейрокогнитивные процессы, лежащие в основе формирования убеждений о паранормальных явлениях. В исследовании (Pizzagalli et al., 2000) было показано, что «испытуемые, различающиеся заявленной верой в паранормальные явления и предполагаемым соответствующим опытом, а также своими шизотипическими идеациями, определяемыми с помощью стандартизированного прибора, демонстрировали различную электрическую активность мозга в периоды отдыха». Согласно другому исследованию (Schulter and Papousek, 2008), вера в паранормальные явления может быть объяснена паттернами функциональной асимметрии полушарий, которые могут быть связаны с нарушениями во время развития плода.
Также было показано, что люди с более высоким уровнем дофамина способны находить закономерности и значения там, где их нет. По этой причине учёные связали высокий уровень дофамина с верой в паранормальные явления.

### Критика популяризации
Ряд учёных критикуют средства массовой информации за распространение заявлений о паранормальных явлениях. В отчете Сингера и Бенасси 1981 года отмечено, что СМИ могут быть главной причиной почти универсальной веры в паранормальные явления, поскольку общественность постоянно знакомится с фильмами, газетами, документальными фильмами и книгами, подтверждающими идею существования паранормальных явлениях, в то время как критическое освещение вопроса почти отсутствует. По словам философа Пола Курца, «что касается многих ток-шоу, которые постоянно затрагивают паранормальные темы, скептическая точка зрения редко слышна; а когда её дозволяют высказать, ведущий или большинство гостей передачи обычно отвергают её». Курц охарактеризовал популярность публичной веры в паранормальные явления как «квазирелигиозный феномен», проявление трансцендентального соблазна, склонности людей искать трансцендентальную реальность, которую невозможно познать с помощью научных методов. Курц сравнил это с примитивной формой магического мышления.
Психолог Теренс Хайнс писал, что на личном уровне заявления о паранормальных явлениях можно рассматривать как форму обман потребителя, поскольку людей «посредством ложных заявлений побуждают тратить свои деньги, часто большие суммы, на товары и услуги, связанные с паранормальными явлениями, не выполняя обещанное»; некритическое принятие убеждений о паранормальных явлениях может наносить ущерб обществу.

## Премии за демонстрацию паранормальных явлений и способностей

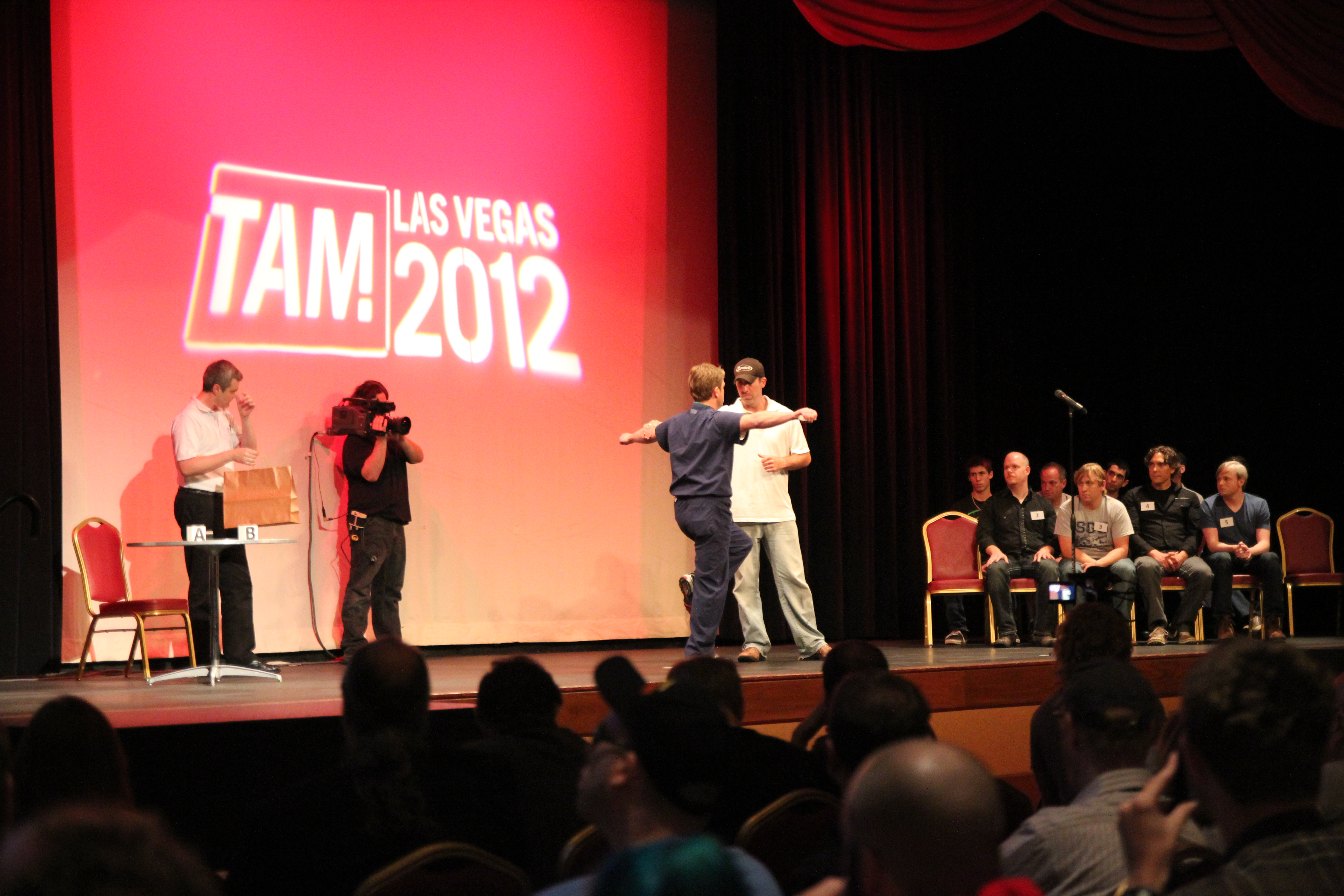
«Сможет ли напульсник улучшить вестибулярный аппарат человека?». Предварительное испытание на The Amaz!ng Meeting (премия One Million Dollar Paranormal Challenge)

В 1922 году журнал Scientific American учредил две премии в размере 2500 долларов США каждая. Первая премия присуждалась за подлинное фото духа или привидения в условиях испытания, вторая — «за демонстрацию видимых экстрасенсорных проявлений». Среди членов экспертной комиссии был Гарри Гудини. Первым медиумом, согласившимся на испытание был Джордж Валентайн (англ. George Valiantine), который утверждал, что в его присутствии духи будут говорить через трубу, которая будет перемещаться по воздуху в затемнённой комнате. После того, как Валентайн был помещён в комнату, огни были потушены, но без его ведома стул был подменён на другой, который подал бы световой сигнал в соседнюю комнату, если бы с него встали. Поскольку световой сигнал сработал, Валентайн не получил свою награду.
С того момента многие организации и отдельно взятые лица предложили аналогичные денежные премии за доказательства паранормальных явлений в наблюдаемых условиях. Премия индийского рационалиста Абрахама Ковура (англ. Abraham Kovoor) вдохновила американского скептика Джеймса Рэнди на создание собственной в 1964 году, размер которой к настоящему моменту вырос до 1 000 000 долл. США. В 2003 году общая сумма премий достигла 2 326 500 долл. США.
В России есть аналогичная премия — Премия имени Гарри Гудини, учреждённая в 2015 году.
Целью предлагаемых премий за доказательства паранормальных способностей является публичный вызов тем, кто утверждает, что обладает подобными способностями, демонстрация того, что они на самом деле ими обладают и не прибегают к мошенничеству или к самообману. Подобные испытания часто организуются группами или отдельными лицами, которые позиционируют себя в качестве скептиков или рационалистов, при этом испытание заранее согласовано между организаторами и заявителями, и оно, как правило, делится на два этапа. Первый является предварительным испытанием или предварительным тестированием, где заявитель может показать свои способности в условиях контролируемого эксперимента перед небольшой аудиторией прежде, чем перейдёт на второй этап окончательного испытания. Иногда предварительное испытание имеет своё вознаграждение, меньшее, чем основная премия. Ряд организаций создали испытания, служащие предварительными перед основной премией, в частности таковыми являются One Million Dollar Paranormal Challenge фонда Джеймса Рэнди и премия Сизифа (нидерл. Sisyphus Prize) SKEPP.